# Aeroport Internacional Galileo Galilei
L'Aeroport Internacional Galileo Galilei (codi IATA: PSA, codi OACI: LIRP) (en italià: Aeroporto Internazionale Galileo Galilei) o també anomenat Aeroport de Pisa-San Giusto és un aeroport que dona servei a la ciutat de Pisa. Està localitazat a un quilòmetre de la ciutat, en el districte de San Giusto. És un dels dos principals aeroports de la Toscana, juntament amb l'Aeroport de Florència-Peretola. Està batejat amb el nom de Galileo Galilei, el famós científic i natiu de Pisa. L'any 2015, va gestionar 4.804.774 passatgers.
L'aeroport està unit per una línia de tren amb l'Estació de Pisa Centrale i l'Estació de Firenze Santa Maria Novella. També existeix un enllaç directe d'autobús entre l'aeroport i les ciutats de Pisa i Florència.
La infraestructura és propietat d'Aeronautica Militare i està dirigida per Toscana Aeroporti S.p.A., societat resultant de la fusió d'Aeroporto di Firenze S.p.A. amb Società Aeroporto Toscano S.p.A..

## Resum
L'aeroport té la seva pròpia estació de ferrocarril amb un servei des de i cap a l'estació de tren de Pisa Central, però aquest va ser tancat el 15 de desembre de 2013 per permetre el treball que la construcció comenci en una nova connexió totalment automàtica a ser conegut com el Pisa Mover a portar els passatgers a Pisa Central – en el moment en què un autobús directe fa la connexió. L'aeroport compta amb 5 àrees d'estacionament de passatgers i 1 àrea de càrrega.
A més de les operacions civils, l'aeroport també és àmpliament utilitzat per Aeronautica Militare (la força aèria italiana) i és una base per a, entre altres coses, les aeronaus de transport C-130 Hercules i C-27J Spartan. L'aeroport és la llar del 46ª Brigata Aerea Silvio Angelucci (46ª Brigada Aèria). Durant el final de la Segona Guerra Mundial l'aeroport va ser utilitzat com a base per a la 15a Força Aèria de les Forces Aèries de l'Exèrcit dels Estats Units.

## Instal·lacions

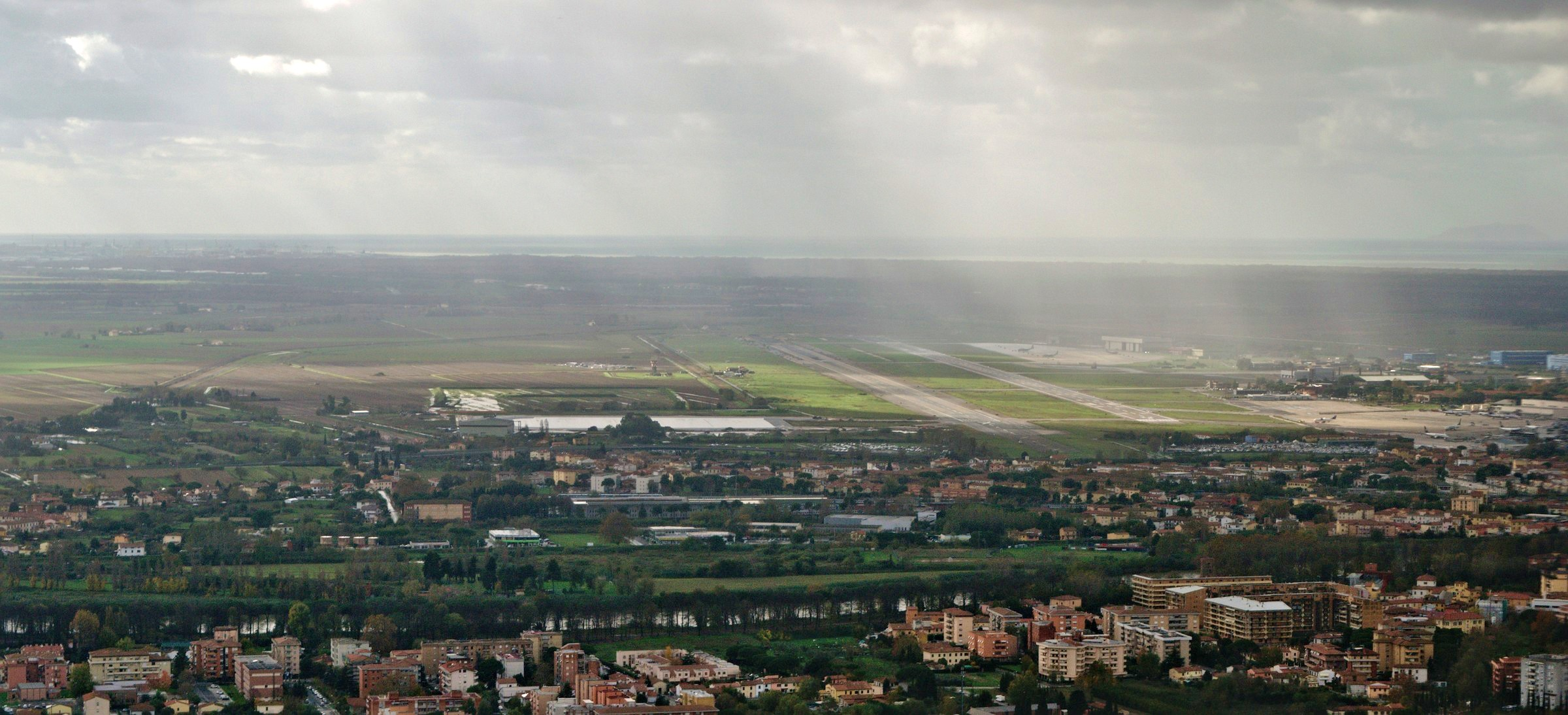
Vista aèria

L'aeroport resideix en una elevació de 2 m per sobre nivell mitjà del mar. Compta amb 2 pistes d'aterratge d'asfalt pavimentades: 04R/22L mesurant 3.002 per 45 metres i 04L/22R mesurant 2.793 per 43 metres.

## Aerolínies i destinacions
| Companyia                                  | Destinacions |
| ------------------------------------------ | --- |
| Air France operat per HOP!                 | París-Charles de Gaulle |
| Alitalia                                   | Roma-Fiumicino |
| British Airways                            | Londres-Heathrow de temporada: Londres-Gatwick |
| Delta Air Lines                            | de temporada: Nova York-JFK |
| easyJet                                    | Berlín-Schönefeld, Bristol, Londres-Gatwick, Londres-Luton, Lyon, París-Orly |
| Elbafly                                    | Elba |
| Finnair                                    | de temporada: Helsinki |
| Germanwings                                | Colònia/Bonn |
| Iberia operat per Air Nostrum              | Madrid |
| Jet2.com                                   | Belfast-International, Edinburgh, Leeds/Bradford, Manchester, Newcastle upon Tyne |
| Lufthansa Regional operat per Air Dolomiti | Munic |
| Meridiana                                  | Sharm el-Sheikh |
| Neos                                       | Maó |
| Norwegian Air Shuttle                      | Copenhagen, Oslo-Gardermoen |
| Ryanair                                    | L'Alguer, Bari, Beauvais, Billund, Brindisi, Cagliari, Charleroi, Constanţa, Dublin, East Midlands, Edinburgh, Eindhoven, Fuerteventura, Girona, Glasgow-Prestwick, Gothenburg-City, Hahn, Eivissa, Lamezia Terme, Las Palmas de Gran Canaria, Krakòw, Leeds/Bradford, Liverpool, Londres-Stansted, Lübeck, Màlaga, Malta, Marrakech, Palerm, Porto, Reus, Sandefjord, Santander, Sevilla, Estocolm-Skavsta, Tampere, Tenerife-Sud, Trapani, València, Weeze de temporada: Bournemouth, Fez, Maastricht, Rhodes |
| Thomson Airways                            | de temporada: Londres-Gatwick, Manchester |
| Transavia.com                              | Amsterdam |
| Vueling Airlines                           | Barcelona |
| Wizz Air                                   | Bucharest-Băneasa, Budapest, Cluj-Napoca |